# Titu Cusi
Titu Cusi Yupanqui, död 1571, var Inkarikets näst sista regent 1561-1571. Cusi gick med på att döpa sig 1571 och fick då namnet Felipe. En kort tid därefter dog han, troligen i lunginflammation. Tupac Amaru tog därefter över som inka.
Cusi författade en bok, An Inca Account of the Conquest of Peru (En inkas syn på erövringen av Peru), som skrev ner av en spansk missionär 1570.